# 佐藤允弥
佐藤 允弥（さとう まさひろ、1937年 - 2015年2月）は、日本のインダストリアルデザイナー。CB400FOUR(1974年)、CBX400F、タクト、フュージョンなどをデザインした。元本田技術研究所ECE（主席研究員）。

## 人物・略歴
静岡市に生まれる。1956年、静岡県立静岡高等学校卒業。1962年、東京芸術大学卒業。同年、本田技術研究所造形室入社。シャリー、ハミング、タクト、フュージョンなどのファミリーバイク、スクーターから、SS50、CB50、CB90、CB125、CB400FOUR、CBX400Fなどホンダの主力となるCBシリーズまで広くデザインした。1992年よりミュージアム・プロジェクトのリーダーとして活躍。栃木県茂木町のホンダコレクションホール設立を企画。元本田技術研究所ECE。2000年に長野県軽井沢町に移住。2015年2月、家の凍結した庭で転倒し肋骨7本を骨折。2週間の入院の予定が、持病の間質性肺炎が悪化し入院3日目で亡くなった。

### CBX400F（1981年11月発売）のデザインコンセプト
「ガソリンタンクは4気筒エンジンの幅を感じさせず、膝のグリップの良い形状として、成型上許される限り前方は幅広く、後方は狭くした特徴のあるものとした。シートはリアにカウルを持ったもので、それにテールライトを埋め込み、リアウインカーは被視認性の点で反対する声もあったが、開発責任者の野末氏の強力なバックアップで日本の保安基準ギリギリまで幅を詰めて、カウルにインテグレートさせてしまった。排気系はコストや重量と関係なく、左右どちらからも見栄えの良い、4 into 2 を採用。… CBにXを加えて新しい車名となったCBXのネームに相応しく、前方からX型に見せることで独特なデザインにまとめることができた。… このようにCBX400F（399cc）のデザインは、… 細やかな要素や要望を効果的にまとめることによって独自性を創り出したもの … CB400Fにはない新しい躍動感にあふれるモダーンなデザインにまとめることができたと考えている。」ー『ホンダCBストーリー 進化する4気筒の血統』三訂版 第9章 「CB400FOURとCBX400Fのデザイン」（佐藤允弥）

## 著書
- 『ホンダCBストーリー 進化する4気筒の血統』三訂版 小関和夫、佐藤 允弥 他共著 三樹書房 編集部 編 三樹書房 2019.10

## 家族
- 妻 : 佐藤万里子 「'96日本のガラス展」日本ガラス工芸協会賞 1996年[5] 他
- 子 : 佐藤好彦